# Де Форест (лунный кратер)
Кратер Де Форест (лат. De Forest) — крупный молодой ударный кратер в южной приполярной области обратной стороны Луны. Название присвоено в честь американского изобретателя, разработчика триода, Ли де Фореста (1873—1961) и утверждено Международным астрономическим союзом в 1970 г. Образование кратера относится к позднеимбрийскому периоду.

## Описание кратера

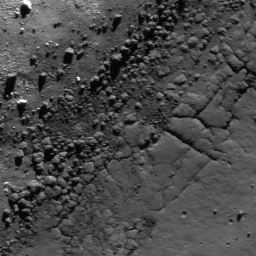
Дно чаши кратера де Форест. Снимок Lunar Reconnaissance Orbiter.

Кратер расположен внутри бассейна Южный полюс - Эйткен. Ближайшими соседями кратера являются кратер Брашир на северо-западе; кратер Нумеров на севере; огромный кратер Зееман на востоке; кратер Вихерт на юге и кратер Брауде на юго-западе. На западе от кратера располагается широкая долина имеющая неофициальное название долина Де Фореста - Шрёдингера. Селенографические координаты центра кратера 76°56′ ю. ш. 163°20′ з. д. / 76,94° ю. ш. 163,33° з. д., диаметр 56,26 км, глубина 2,4 км.
Кратер имеет близкую к циркулярной форму и практически не разрушен. Вал кратера с острой кромкой, внутренний склон широкий, имеет террасовидную структуру со следами умеренного обрушения. высота остатков вала над окружающей местностью достигает 1180 м, объем кратера составляет приблизительно 2700 км³. Практически все дно чаши кратера занято крупным центральным пиком .
Из-за расположения у южного полюса кратер при наблюдениях с Земли имеет искаженную форму препятствующую его детальному изучению. По этой же причине даже в разгар лунного дня кратер освещается лишь наклонными лучами Солнца.
На приведенном выше снимке показана часть дна чаши кратера де Форест к востоку от центрального пика. Большую часть площади снимка занимают обломки некоторые из которых достигают размера 15 м. При образовании кратера часть выброшенных пород образовала расплав, который после застывания образовал твердое скальное покрытие на внутреннем склоне кратера и центральном пике. Остатки такого покрытия видно на снимке в виде ровной поверхности с трещинами. С течением времени под действием близких лунотрясений это хрупкое покрытие разрушалось образуя видимые на снимке обломки.

## Сателлитные кратеры
| Де Форест | Координаты                                              | Диаметр, км |
| --------- | ------------------------------------------------------- | ----------- |
| N         | 79°10′ ю. ш. 165°46′ з. д. / 79,17° ю. ш. 165,76° з. д. | 40,1        |
| P         | 79°44′ ю. ш. 176°55′ з. д. / 79,73° ю. ш. 176,92° з. д. | 19,5        |

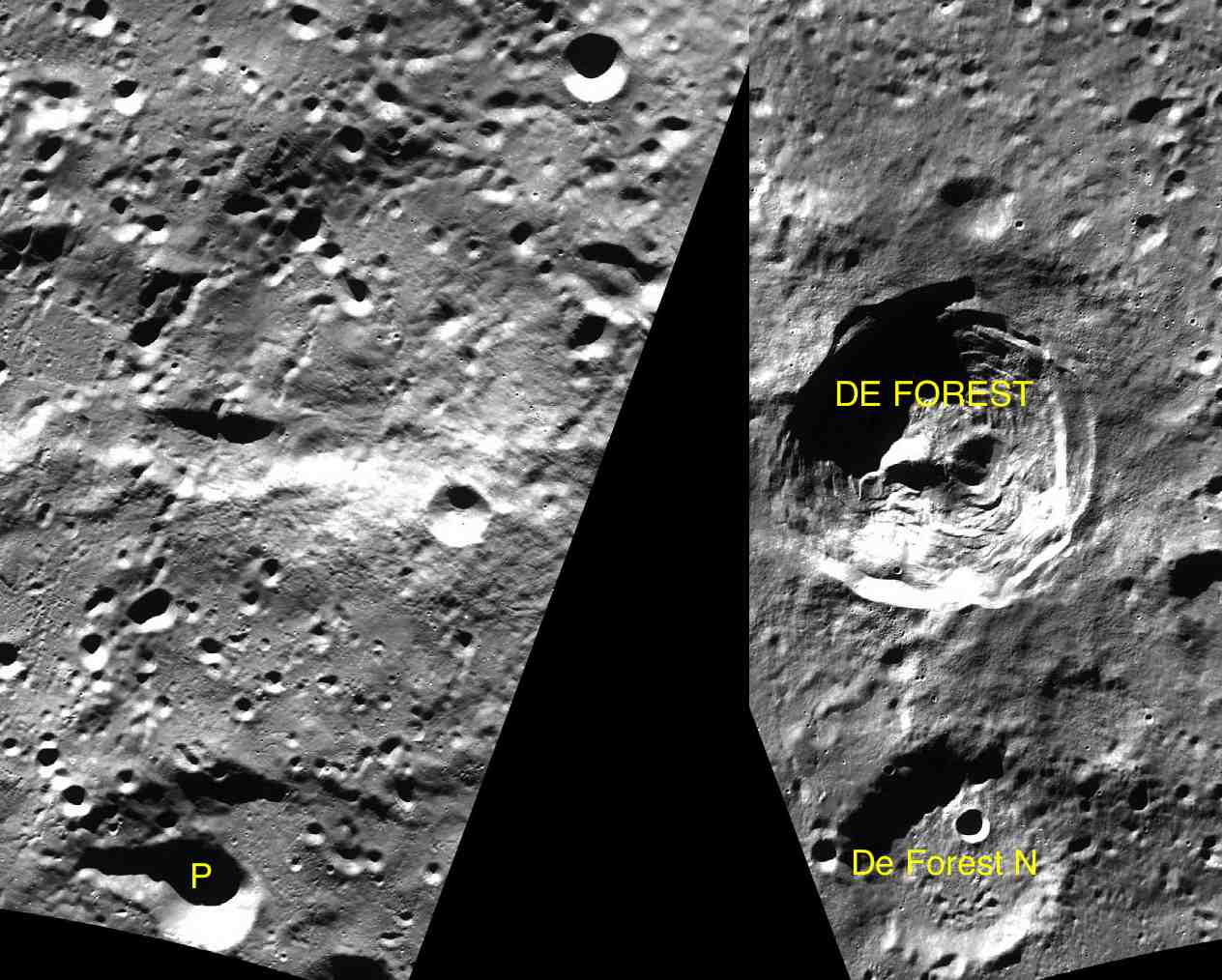
Фрагменты карт LAC-141, LAC-142.

- Образование сателлитного кратера Де Форест N относится к нектарскому периоду[1].